# 奈部川勉
奈部川 勉（なべがわ つとむ、1968年11月10日 - ）は、千葉県出身の元プロ野球選手（投手）。

## 来歴・人物
成田西高では3年春に県大会準優勝で関東大会に出場、関東大会では登板せずに敗退した。進学を希望していたが1986年オフにドラフト外で西武ライオンズに入団。
1年目の1987年は、アメリカ1A・サンノゼ・ビーズに野球留学した。一軍公式戦への出場がないまま、1991年限りで現役を引退。
現在は、西武ドームに勤務している。

## 詳細情報

### 年度別投手成績
- 一軍公式戦出場なし

### 背番号
- 73 （1987年 - 1990年）
- 66 （1991年）